# Maria Filatova
Maria Filatova (* 27. Dezember 1980 in Tallinn) ist eine estnische Fußballnationalspielerin.
Filatova absolvierte zwischen 1999 und 2006 insgesamt 34 Länderspiele für die estnische Auswahl.